# Piotr Feliks
Piotr Feliks (ur. 11 czerwca 1883 w Bierówce, zm. 3 lipca 1941 w Auschwitz-Birkenau) – polski nauczyciel, działacz oświatowy na Śląsku Cieszyńskim, prezes Macierzy Szkolnej w Czechosłowacji, dyrektor Polskiego Gimnazjum im. Juliusza Słowackiego w Orłowej. 

## Życiorys
Ukończył gimnazjum w Jaśle, a następnie studiował na Uniwersytecie Jagiellońskim, ostatni rok studiów spędził na Uniwersytecie Monachijskim. W 1910 otrzymał pracę jako nauczyciel w prywatnym gimnazjum im. Juliusza Słowackiego w Orłowej na Śląsku Cieszyńskim, cztery lata później został dyrektorem tej szkoły. Po zakończeniu I wojny światowej uczestniczył w pracach Rady Narodowej Księstwa Cieszyńskiego, które reprezentowało Polaków na Śląsku Cieszyńskim. 15 maja 1920 razem z całym gronem pedagogicznym był internowany, zwolniono go trzech tygodniach po interwencji komisji alianckiej. Podział Śląska Cieszyńskiego sprawił, że 28 lipca 1920 Orłowa znalazła się w granicach Czechosłowacji, wówczas Piotr Feliks powrócił do Orłowej i rozpoczął starania o uzyskanie pozwolenia na otwarcie jedynej polskiej szkoły średniej, które zostały uwieńczone sukcesem. Gimnazjum ponownie zostało otwarte 17 września 1920, Macierz Szkolna mianowała Piotra Feliksa na stanowisko dyrektora, czeskie władze oświatowe uczyniły to później. Równocześnie działał w Macierzy Szkolnej w Czechosłowacji, od 1923 do 1930 pełnił funkcję I wiceprezesa, a następnie prezesa. Dzięki jego działaniom nastąpił rozwój oświaty polskiej na Śląsku Cieszyńskim, stworzył i kierował działalnością bursy w Orłowej, fundował stypendia dla zdolnych uczniów oraz sprawował kontrolę nad organizacją akademicką „Jedność”. Działał w wielu organizacjach polonijnych, m.in. w Towarzystwie Nauczycieli Polskich w Czechosłowacji, Związku Chórów Polskich. W maju 1931 został wyróżniony godnością członka honorowego Towarzystwo Szkoły Ludowej. Po zajęciu Zaolzia przez Polskę w 1938 szkoła w Orłowej została upaństwowiona, Piotr Feliks pozostał wówczas na stanowisku dyrektora. W następnym roku został wybrany na prezesa Zarządu Głównej Macierzy Szkolnej, która po osiemnastu latach została ponownie zjednoczona. Po wybuchu II wojny światowej przeprowadził się do Krakowa, gdzie pracował jako nauczyciel gimnazjalny. Angażował się w pomoc uciekinierom ze Śląska Cieszyńskiego za co został aresztowany i po krótkim pobycie w więzieniu przetransportowany do Auschwitz-Birkenau, gdzie zginął rozstrzelany podczas pracy 3 lipca 1941.

## Ordery i odznaczenia
- Krzyż Komandorski Orderu Odrodzenia Polski (10 listopada 1938)[6]
- Krzyż Oficerski Orderu Odrodzenia Polski (28 kwietnia 1926)[7]
- Złoty Krzyż Zasługi (9 listopada 1931)[8]
- Srebrny Wawrzyn Akademicki (7 listopada 1936)[9]